# Società Sportiva Felice Scandone 2000-2001
Questa voce raccoglie le informazioni riguardanti la Società Sportiva Felice Scandone nelle competizioni ufficiali della stagione 2000-2001.

## Verdetti stagionali
Competizioni nazionali
- Serie A1:
  - Stagione regolare: 9º posto su 18 squadre (15/19);
- Supercoppa italiana
  - Eliminata agli ottavi di finale da Roma.

## Rosa 2000-2001
| Società Sportiva Felice Scandone 2000/2001 | Società Sportiva Felice Scandone 2000/2001 |
| Giocatori                                  | Staff tecnico                              |
| ------------------------------------------ | ------------------------------------------ |

| N. | Naz.                   | Ruolo | Nome                             | Anno | Alt.   | Peso   |  |
| -- | ---------------------- | ----- | -------------------------------- | ---- | ------ | ------ |  |
| 4  | Italia (bandiera)      | P     | Sergio Mastroianni               | 1965 | 181 cm | 74 kg  |  |
| 5  | Francia (bandiera)     | P     | Sydney Johnson                   | 1974 | 192 cm | 80 kg  |  |
| 6  | Portogallo (bandiera)  | G     | Sérgio Ramos                     | 1975 | 200 cm | 95 kg  |  |
| 7  | Grecia (bandiera)      | A     | Igkor Mōraitīs                   | 1974 | 204 cm | 119 kg |  |
| 8  | Italia (bandiera)      | G     | Claudio Capone                   | 1965 | 187 cm | 83 kg  |  |
| 9  | Slovenia (bandiera)    | A     | Gregor Hafnar (dal 20 settembre) | 1977 | 195 cm | 83 kg  |  |
| 10 | Italia (bandiera)      | G     | Simone Dini                      | 1983 | 188 cm | 77 kg  |  |
| 10 | Stati Uniti (bandiera) | G     | Nate Erdmann                     | 1973 | 193 cm | 93 kg  |  |
| 11 | Italia (bandiera)      | C     | Giacomantonio Tufano             | 1969 | 208 cm | 119 kg |  |
| 12 | Inghilterra (bandiera) | C     | Spencer Dunkley (dal 12 gennaio) | 1969 | 210 cm |        |  |
| 13 | Italia (bandiera)      | G     | Roberto Simeoli                  | 1983 | 195 cm | 87 kg  |  |
| 14 | Irlanda (bandiera)     | C     | Dan Callahan                     | 1970 | 203 cm | 116 kg |  |
| 15 | Stati Uniti (bandiera) | A     | Norman Nolan                     | 1976 | 201 cm | 118 kg |  |
| 18 | Italia (bandiera)      | P     | Giampaolo Borneo                 | 1983 | 183 cm | 76 kg  |  |
| 20 | Italia (bandiera)      | A     | Luciano Rusciano                 | 1983 | 197 cm | 99 kg  |  |
|    | Italia (bandiera)      | G     | Gianluca Festa                   | 1974 | 187 cm | 94 kg  |  |

| Allenatore                                                         |
| - Luca Dalmonte                                                    |
| Assistente/i                                                       |
| - Luigi Gresta - Gianluca De Gennaro Legenda - (C) Capitano Roster |

### Staff tecnico e dirigenziale
- Allenatore: Luca Dalmonte
- Vice Allenatore: Gianluca De Gennaro
- Vice Allenatore: Luigi Gresta
- Preparatore Atletico: Maurizio Maietta
- Medico: Gennaro Corbo
- Medico: Luciano Marino
- Medico: Carmine Pisaniello
- Massaggiatore: Gerardo Zeccardo

- Presidente: Generoso Benigni
- Vicepresidente: Nicola De Vizia
- Vicepresidente: Menotti Sanfilippo
- Consigliere Delegato: Ciro Melillo
- Team Manager: Giovanni Montella
- Dirigente Accompagnatore: Gerardo Mariella
- Relazioni Esterne: Antonello Pellecchia
- Addetto stampa: Sabino La Sala (fino al 31/10/2001)
- Segreteria: Fabio Laudati
- Segreteria: Bernardo Pasqua
- Resp. Settore Giovanile: Vincenzo Tedesco

## Risultati

### Regular season

#### Girone di andata
| Reggio Calabria 15 ottobre 2000 1ª giornata | Viola R. Calabria | 101 – 96 | Scandone Avellino | PalaCalafiore |

| Avellino 22 ottobre 2000 2ª giornata | Scandone Avellino | 98 – 79 | Pall. Varese | PalaDelMauro |

| Trieste 29 ottobre 2000 3ª giornata | Pall. Trieste | 80 – 90 | Scandone Avellino | PalaTrieste |

| Avellino 5 novembre 2000 4ª giornata | Scandone Avellino | 69 – 71 | Pall. Treviso | PalaDelMauro |

| Udine 12 novembre 2000 5ª giornata | Amici Pall. Udinese | 78 – 67 | Scandone Avellino | PalaCarnera |

| Avellino 18 novembre 2000 6ª giornata | Scandone Avellino | 82 – 94 | Virtus Bologna | PalaDelMauro |

| Cucciago 1º dicembre 2000 7ª giornata | Pall. Cantù | 77 – 86 | Scandone Avellino | Mapooro Arena |

| Avellino 3 dicembre 2000 8ª giornata | Scandone Avellino | 87 – 78 | Olimpia Milano | PalaDelMauro |

| Avellino 9 dicembre 2000 9ª giornata | Scandone Avellino | 100 – 93 | Scaligera Verona | PalaDelMauro |

| Bologna 17 dicembre 2000 10ª giornata | Fortitudo Bologna | 82 – 60 | Scandone Avellino | PalaDozza |

| Avellino 23 dicembre 2000 11ª giornata | Scandone Avellino | 93 – 88 | Pall. Roseto | PalaDelMauro |

| Rimini 28 dicembre 2000 12ª giornata | Basket Rimini | 87 – 68 | Scandone Avellino | Palasport Flaminio |

| Pesaro 30 dicembre 2000 13ª giornata | V.L. Pesaro | 86 – 67 | Scandone Avellino | Adriatic Arena |

| Avellino 2 gennaio 2001 14ª giornata | Scandone Avellino | 97 – 88 | A. Costa Imola | PalaDelMauro |

| Siena 7 gennaio 2001 15ª giornata | Mens Sana Siena | 78 – 71 | Scandone Avellino | PalaEstra |

| Avellino 14 gennaio 2001 16ª giornata | Scandone Avellino | 96 – 87 | S.C. Montecatini | PalaDelMauro |

| Roma 21 gennaio 2001 17ª giornata | Virtus Roma | 70 – 68 | Scandone Avellino | PalaTiziano |

#### Girone di ritorno
| Avellino 29 gennaio 2001 1ª giornata | Scandone Avellino | 89 – 94 | Viola R. Calabria | PalaDelMauro |

| Varese 4 febbraio 2001 2ª giornata | Pall. Varese | 87 – 92 | Scandone Avellino | PalaWhirlpool |

| Avellino 11 febbraio 2001 3ª giornata | Scandone Avellino | 93 – 80 | Pall. Trieste | PalaDelMauro |

| Treviso 13 febbraio 2001 4ª giornata | Pall. Treviso | 86 – 74 | Scandone Avellino | Palaverde |

| Avellino 18 febbraio 2001 5ª giornata | Scandone Avellino | 75 – 89 | Amici Pall. Udinese | PalaDelMauro |

| Avellino 25 febbraio 2001 6ª giornata | Scandone Avellino | 75 – 76 | Pall. Cantù | PalaDelMauro |

| Casalecchio di Reno 20 febbraio 2001 7ª giornata | Virtus Bologna | 99 – 83 | Scandone Avellino | Unipol Arena |

| Milano 4 marzo 2001 8ª giornata | Olimpia Milano | 96 – 86 | Scandone Avellino | PalaSharp |

| Verona 11 marzo 2001 9ª giornata | Scaligera Verona | 79 – 88 | Scandone Avellino | Palasport |

| Avellino 14 marzo 2001 10ª giornata | Scandone Avellino | 76 – 87 | Fortitudo Bologna | PalaDelMauro |

| 18 marzo 2001 11ª giornata | Pall. Roseto | 84 – 90 | Scandone Avellino |  |

| Avellino 25 marzo 2001 12ª giornata | Scandone Avellino | 86 – 76 | Basket Rimini | PalaDelMauro |

| Avellino 1º aprile 2001 13ª giornata | Scandone Avellino | 78 – 85 | V.L. Pesaro | PalaDelMauro |

| Imola 8 aprile 2001 14ª giornata | A. Costa Imola | 88 – 81 | Scandone Avellino | PalaCattani |

| Avellino 14 aprile 2001 15ª giornata | Scandone Avellino | 89 – 88 | Mens Sana Siena | PalaDelMauro |

| 22 aprile 2001 16ª giornata | RB Montecatini | 97 – 71 | Scandone Avellino |  |

| Avellino 6 maggio 2001 17ª giornata | Scandone Avellino | 86 – 73 | Virtus Roma | PalaDelMauro |